# Crait
Astre fictif apparaissant dans
Star Wars.
Crait est une planète de l’univers de fiction Star Wars. Située dans la Bordure extérieure, elle abrite une base de l'Alliance rebelle ensuite utilisée par la Résistance.
Elle apparaît dans le film Les Derniers Jedi. En plus du film, Tatooine est représentée dans la mise en roman du film dans lesquels elle apparaît, ainsi que dans plusieurs romans, jeux vidéo et bandes dessinées.

## Contexte
L'univers de Star Wars se déroule dans une galaxie qui est le théâtre d'affrontements entre les Chevaliers Jedi et les Seigneurs noirs des Sith, personnes sensibles à la Force, un champ énergétique mystérieux leur procurant des pouvoirs parapsychiques. Les Jedi maîtrisent le Côté lumineux de la Force, pouvoir bénéfique et défensif, pour maintenir la paix dans la galaxie. Les Sith utilisent le Côté obscur, pouvoir nuisible et destructeur, pour leurs usages personnels et pour dominer la galaxie.

## Histoire
Du temps de la République galactique, Crait abrite un avant-poste, avant-même que la planète ne serve de base à l'Alliance rebelle ou à la Résistance.
Tandis que la Galaxie est dominée par l'Empire galactique, Bail Organa se met à organiser des réunions secrètes, notamment à Crait parce que c'est un monde inhabité où l'Empire ne remarquerait pas l'activité rebelle.
Un jour, Leia Organa, la fille adoptive de Bail Organa, enquête sur l'attaque d'une station spatiale impériale par des rebelles. Elle n'est alors pas au courant des activités anti-impériales menées par son père. Les recherches de Leia l'amènent à Crait, où elle rejoint le mouvement lancé par son père, la récemment créée Alliance rebelle.
Plusieurs décennies plus tard, non loin de Crait, le vice-amiral Holdo de la Résistance projette à travers l'hyperespace le vaisseau sur lequel elle se trouve, afin de percuter le vaisseau amiral du Premier Ordre. Après ce sacrifice décisif, les faibles forces de la Résistance ayant survécu à la bataille spatiale contre le Premier Ordre se réfugient dans l'ancienne base abandonnée de l'Alliance rebelle sur Crait.
Une bataille oppose ensuite la Résistance au Premier Ordre. Les membres de la Résistance se déplacent dans des ski speeders V-4X-D vers les forces du Premier Ordre. Au cours de la bataille, Finn est sauvé de justesse par Rose Tico, alors qu'il allait se sacrifier face aux marcheurs ennemis,.
Perdant la bataille, les soldats de la Résistance parviennent à quitter Crait à bord du seul vaisseau disponible, le Faucon Millenium. Celui-ci est en fait le vaisseau qui a transporté Rey et Chewbacca à Ahch-To puis les en a ramenés, après que Rey a mesuré le danger dans lequel se trouve la Résistance durant son absence. Rey et Chewbacca aident les forces restantes de la Résistance à embarquer à bord du vaisseau rapidement pour échapper aux forces du Premier Ordre,.

## Géographie

### Formes de vie
Le vulptex est une créature canine est fait de cristal à force de consommer les minéraux de Crait. Capable de creuser en profondeur, il vit dans des terriers et des tunnels sous la surface de la planète. Ils peuvent se mettre à briller lorsqu'ils s'aventurent dans l'obscurité.

## Concept et création

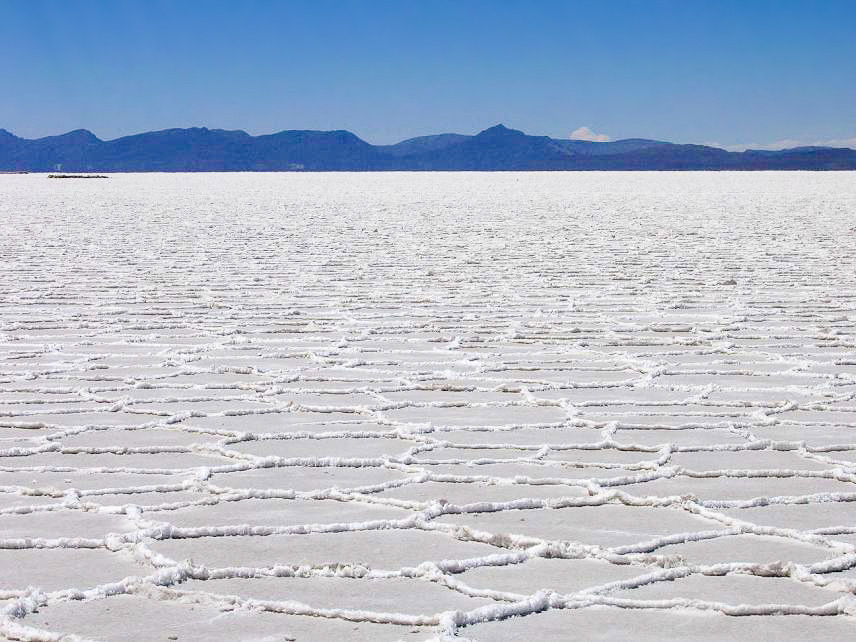
Salar d'Uyuni, lieu de tournage pour les scènes d'extérieur de Crait.

Les scènes qui se déroulent dans le paysage de Crait pour Les Derniers Jedi sont tournées dans le Salar d'Uyuni, un désert de Bolivie où du sel couvre des minéraux rouges. Il s'agit du plus grand désert de sel du monde, ce qui en fait un lieu très touristique. Des images du tournage dans le Salar d'Uyuni fuitent, avant la première apparition de Crait en bande-annonce,.
Le vulptex a été conçu par Neal Scanlan (en), qui explique s'être inspiré des lustres pour cela. Pour représenter l'animal dans les scènes du film, un chien couvert de capteurs est sur le plateau pour certaines scènes, mais, dès qu'il y a interaction avec les acteurs, l'animal est représenté par un animatronique accompagné d'effets spéciaux numériques,.

## Adaptations
Crait fait partie des terrains possibles dans le jeu de 2017 Battlefront II. La mise à jour de janvier 2018 permet d'y jouer en mode Escarmouche. La mise à jour d'avril 2020 permet d'y jouer en mode Affrontement héroïque et Confrontation de Héros,,.
La planète est présente dans le jeu de 2022 Lego : La Saga Skywalker. La cinquième et dernière partie des Derniers Jedi s'y déroule. Par ailleurs, cinq quêtes secondaires sont accessibles depuis Crait. Une autre quête secondaire, Crates of Crait, se déroule autour de Crait mais est accessible à partir de l'espace de Kamino. Elle permet de déverrouiller le snowtrooper du Premier Ordre,.

## Analyse

### Symbolique
Selon un article du site Internet Entertainment Weekly, le rouge sous la surface de Crait peut symboliser le sang. Cette vision mène alors à deux interprétations possibles, éventuellement toutes deux justes : le sang peut représenter la violence et la mort, mais il peut aussi évoquer les liens familiaux. Le réalisateur Rian Johnson ne dément pas ces interprétations sans pour autant les confirmer,.

### Crédibilité scientifique
Crait, contrairement à la grande majorité des planètes de l'univers de Star Wars, semble plutôt pouvoir exister dans le nôtre sans problème. Elle vivrait alors des cycles de glaciation comme la Terre et abriterait des réserves de chlorure de potassium (en rouge). Son apparence dans Les Derniers Jedi correspond donc à un instant de période glaciaire.